# Nusa ghorpadei
Nusa ghorpadei är en tvåvingeart som beskrevs av Joseph och Parui 1987. Nusa ghorpadei ingår i släktet Nusa och familjen rovflugor. Inga underarter finns listade i Catalogue of Life.